# Büchlberg
Büchlberg è un comune tedesco di 4 071 abitanti, situato nel land della Baviera.